# Herina pseudoluctuosa
Herina pseudoluctuosa är en tvåvingeart som beskrevs av Willi Hennig 1939. Herina pseudoluctuosa ingår i släktet Herina och familjen fläckflugor. Inga underarter finns listade i Catalogue of Life.